# Morten Skovgaard Danielsen
Morten Skovgaard Danielsen (født 15. januar 1967 i Odense, død 9. oktober 2009) var en dansk komponist. Studier hos Ib Nørholm og Ivar Frounberg. Diplom i komposition fra Det Kongelige Danske Musikkonservatorium 1996-97. Modtog siden en lang række legater og stipendier, heriblandt Statens Tre-årige Arbejds Legat 1999. 2001 hædret med Haakon Børresens Legat.
Værkerne (i alt ca. 110) spænder genremæssigt fra strengt disciplinerede nyklassiske kompositioner (Distances, 1991 / Formation, 1995 /  ZERO-nine , 1997-98), over en mærkbar indflydelse fra punk og rock (D-Tox, 1999 / TripInVainWithStarsButSUGARfeelsOkay, 2000) til arbejder eller hele musikforestillinger af bevidst kontroversielt tilsnit (Shotgun Diary, 2002 / operaen Absense, 2003).
Musikken er primært holdt i kammermusikalsk regi og næsten altid med anvendelse af elektronik, ligesom titlens anatomi og den sceniske tilrettelæggelse inddrages som aktive parametre i den musikalske konstruktion. På CD-udgivelserne Roadmovie Accessories (2001), Shotgun Diary (2002), The Kurt Cobain Songs ( 2002 ) og Sleep My Darling Junkie, sleep (2006), søgte Skovgaard Danielsen et alternativ til den traditionelle værkinddeling og de enkelte tracks redigeres, på trods af karakterforskellighed i instrumentation, teknik og varighed, sammen til eet eneste kontinuum.